# トラブル・メーカー/瞳のなかの未来
「トラブル・メーカー／瞳のなかの未来」（トラブル・メーカー/ひとみのなかのみらい）は、南野陽子の15枚目のシングル。初の両A面シングルとして1989年6月21日にCBS・ソニーからリリースされた。

## 概要
表題曲「トラブル・メーカー」は、シングル曲において初めて南野自身が作詞を手掛けた楽曲。JR西日本リゾート列車の、CMソングとしても使用される。
歌詞の内容については、南野曰く「テレビで綺麗な海とか映ってて、『一人で旅行したいなぁ…』と思って、それを（所属）事務所に聞いたらどう答えるだろう？と。ダメで元々でちょっと反応を見たくて言っちゃう、みたいな。だから事務所が彼に成った、っていう感じですね」と、TBS系列「ザ・ベストテン」の初ランクイン時（第591回・1989年7月6日生放送）に語っている。
カップリング曲「瞳のなかの未来」は、NHK総合で放送されたアニメーション番組「青いブリンク」のオープニング・テーマとして使用された。

## 収録曲
両曲共通　編曲：萩田光雄
1. トラブル・メーカー
作詞：南野陽子 / 作曲：木戸泰弘
2. 瞳のなかの未来
作詞：田口俊 / 作曲：上田知華